# イワギキョウ
イワギキョウ（岩桔梗、学名:Campanula lasiocarpa）はキキョウ科ホタルブクロ属の多年草。高山植物。

## 特徴
北東アジア〜北アメリカの亜高山帯〜高山帯に分布する。日本では、北海道〜中部地方の高山の砂礫地や草地に群生するのが見られる。
高さ10 cmほど。葉は束生で細長く、1.5 - 3 cm。花期は7 - 8月。草丈の割には大きな青紫色の花を横〜上向きに咲かせる。
本種とよく似た種にチシマギキョウがある。チシマギキョウの花には繊毛が生えているが、本種には生えていないので見分けがつく。

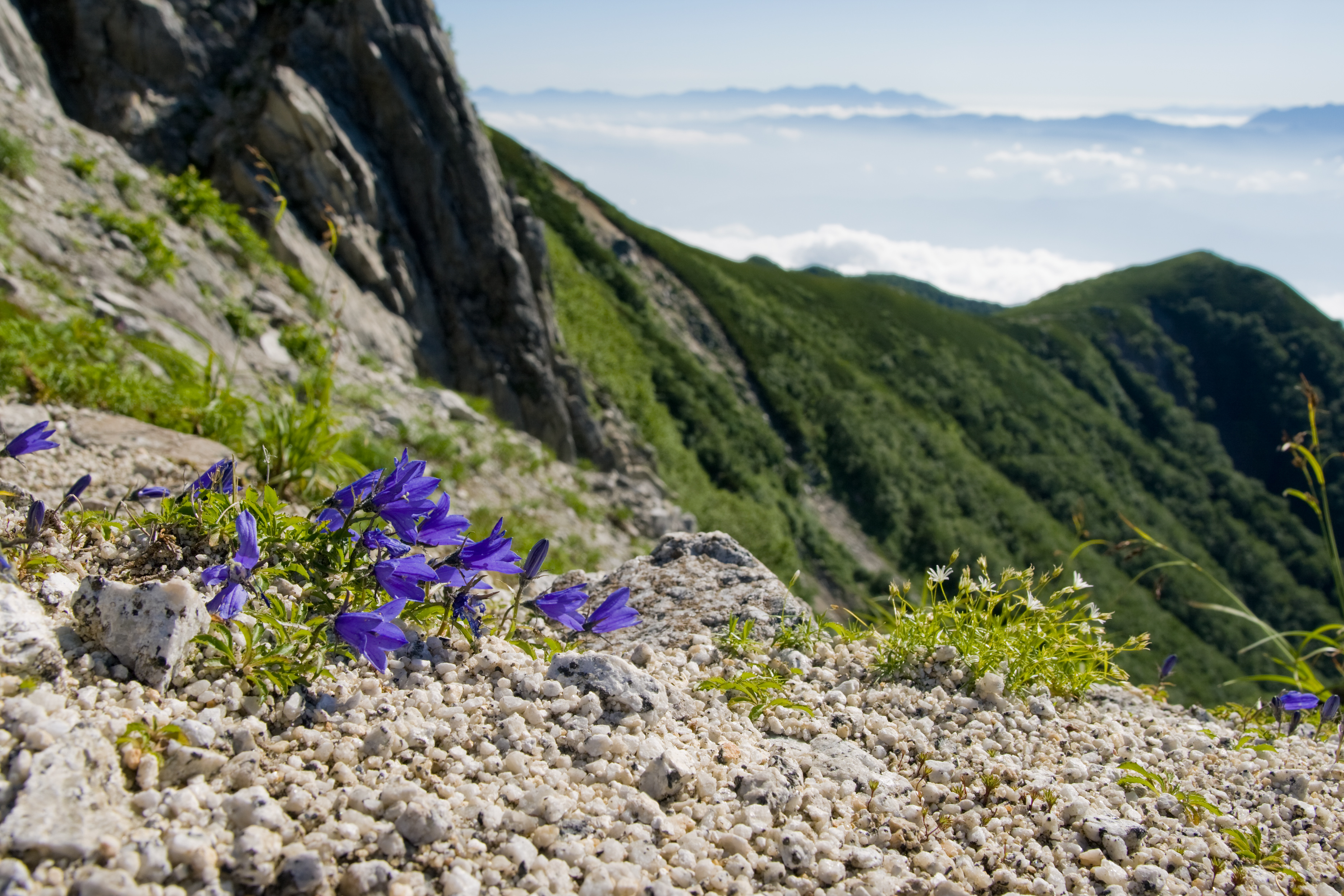
中央アルプスの稜線に咲くイワギキョウ （2009年8月・空木岳）

| イワギキョウの花 |  | チシマギキョウの花 |
| イワギキョウの花 |  | チシマギキョウの花 |